# Efecto de impuestos y subvenciones sobre el precio
Los impuestos y las subvenciones alteran el precio de los bienes y, como resultado de ello, la cantidad consumida.

## Impuesto
Un impuesto sobre los vendedores de un bien desplazará la curva de oferta a la izquierda hasta que la distancia vertical entre las dos curvas de oferta sea igual al impuesto por unidad; ceteris paribus, esto incrementará el precio pagado por los consumidores, que es igual al nuevo precio de mercado. y disminuirá el precio recibido por los vendedores.

## Subvención
Una subvención sobre la producción desplazará la curva de oferta hacia la derecha hasta que la distancia vertical entre las dos curvas de oferta sea igual a la subvención por unidad; ceteris paribus, el precio pagado por los consumidores descenderá, que es igual al nuevo precio de mercado, y aumentará el precio recibido por los productores. De manera similar, una subvención sobre el consumo desplazará la curva de demanda a la derecha; ceteris paribus, el precio pagado por los consumidores caerá mientras que aumentará el precio recibido por los productores por la misma cantidad como si la subvención se hubiera destinado a los productores. Sin embargo, en este caso, el nuevo precio de mercado será el precio recibido por los productores. El resultado final es que el menor precio pagado por los consumidores y el mayor precio recibido por los productores será el mismo, sin tener en cuenta la administración de la subvención.

## Elasticidad
Las elasticidades-precio de la demanda y de la oferta muestran sobre quién recae el impuesto o quién recibe la subvención. Cuanto más inelástica sea la curva de oferta respecto a la curva de demanda, es decir cuanto más rígida sea ante variaciones del precio, los productores asumirán una parte aliquanta del impuesto, y del mismo modo recibirán una mayor parte de la subvención respecto a los consumidores. Asimismo cuanto más inelástica sea la curva de demanda, el impuesto incidirá más sobre los consumidores e igualmente la subvención les será más provechosa. 

## Un ejemplo
El efecto de este tipo de impuesto se puede ilustrar en un diagrama básico de oferta y demanda. Sin impuesto el precio de equilibrio se situará en Pe y la cantidad de equilibrio será Qe.
Una vez aplicado un impuesto, el precio que pagan los consumidores será Pc y el precio recibido por los productores Pp. El precio de los consumidores será igual al precio de los productores más el coste del impuesto. Dado que los consumidores comprarán menos al precio Pc y los productores venderán menos en Pp, la cantidad vendida pasa de Qe a Qt.

Diagrama que ilustra los efectos del impuesto.